# 요한 헨리크 데운체르
요한 헨리크 데운체르(덴마크어: Johan Henrik Deuntzer, 1845년 5월 20일~1918년 11월 16일)는 덴마크의 정치인이다. 1901년 7월 24일부터 1905년 1월 14일까지 제18대 덴마크의 총리, 덴마크 외무부 장관을 역임했다.